# Suzanne Ciani
Suzanne Ciani (Indiana, 4 giugno 1946) è una compositrice e tastierista statunitense di origini italiane.
Pioniera nel campo della musica elettronica, è una delle prime donne ad essersi conquistata fama nel mondo della musica new age. Tra i riconoscimenti alle sue produzioni risultano cinque nomination ai Grammy Award e un Golden Globe.

## Biografia
Figlia di un dottore e nipote di immigrati italiani, Suzanne ha quattro sorelle e un fratello. Il suo amore per la musica sboccia sin dall'infanzia: a sette anni la madre porta a casa una collezione di dischi di musica classica e Suzanne si appassiona alle composizioni di Bach, Mozart e Beethoven. Decide di imparare a suonare il piano ed apprende il solfeggio da autodidatta.

### Inizi
Durante i suoi studi al Wellesley College inizia il suo interesse per la tecnologia, dopo che un professore del MIT le aveva spiegato come stava provando a riprodurre il suono del violino con l'uso di un computer.
Dopo aver conseguito il diploma al Wellesley College, Suzanne si trasferisce all'Università di Berkeley, dove continua a studiare composizione. Durante questo periodo, fine anni sessanta, conosce tre dei "fondatori" della musica elettronica: John Chowning, Max Matthews e Don Buchla. Inizia a lavorare per Buchla saldando sintetizzatori, e trascorre i successivi dieci anni della propria vita ad esplorare le possibilità offerte da questo strumento, costruendone lei stessa uno con diverse parti acquistate e che chiamò Buchla, in onore del maestro. Per poter potenziare il suo Buchla con nuovi componenti, Suzanne cerca un lavoro come ingegnere del suono, obiettivo praticamente irraggiungibile per una donna all'inizio degli anni settanta.
Fonda poi una società senza scopo di lucro, la Electronic Center for New Music ("Centro elettronico per la nuova musica"), con la quale prova a promuovere le nuove tecnologie musicali, ma la società fallisce a causa della mancanza di fiducia da parte degli sponsor in una donna praticamente sconosciuta che suonava uno strumento poco usato in quel periodo.

### Prime registrazioni

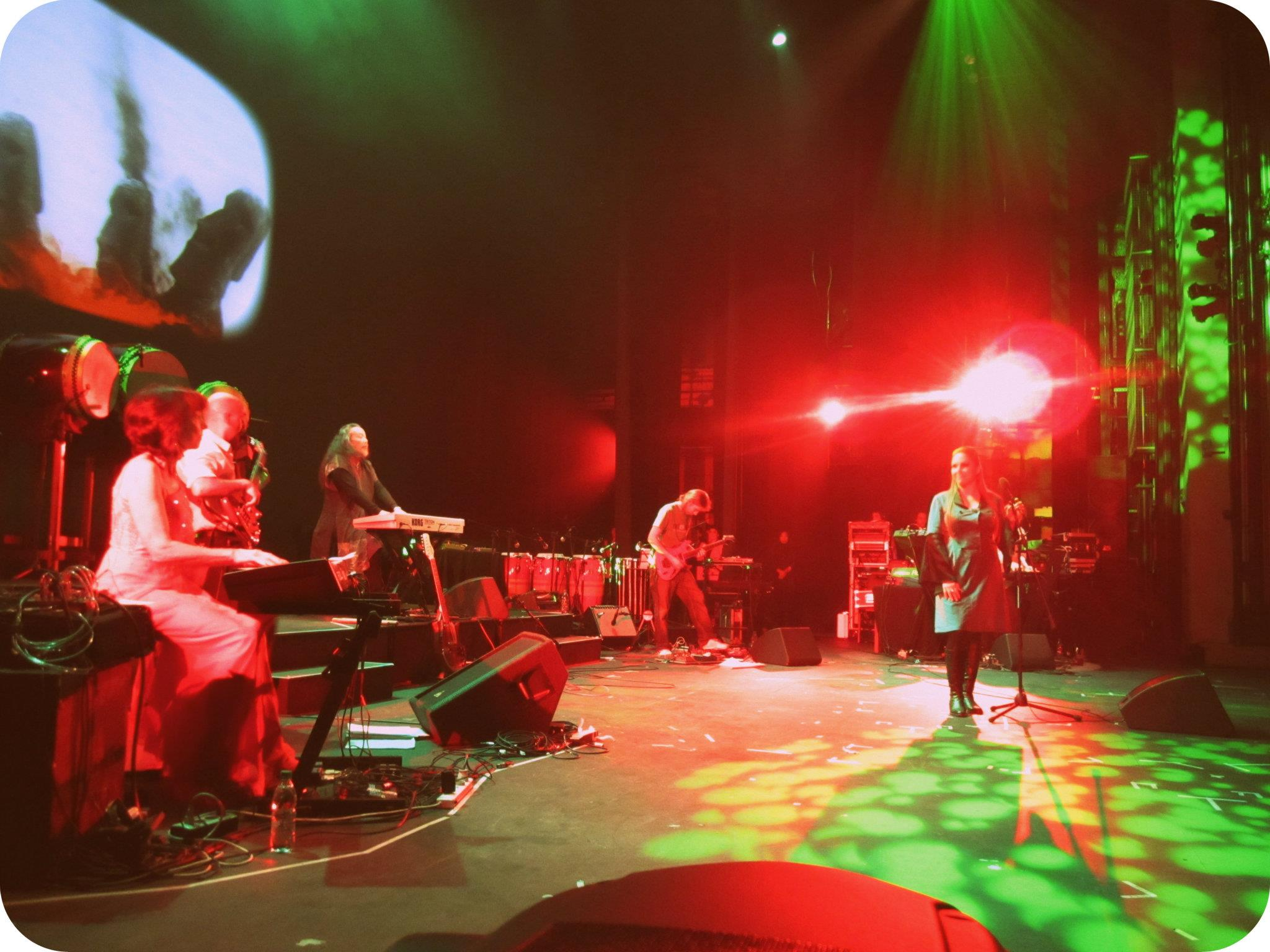
Suzanne Ciani dal vivo con Maika Ceres e Kitarō nel 2012

Suzanne decide allora di tentare ad entrare nel mondo della produzione discografica e decide di autoprodursi la prima registrazione: impiega due anni a terminarla, dato che alternava questa al lavoro alla Ciani/Musica, dedicandole solo i fine settimana. L'album Seven Waves raggiunge il primo posto in Giappone, il primo paese in cui uscì pubblicato dalla Victor.
Il suo secondo album, The Velocity of Love, viene prodotto per l'etichetta nordamericana RCA nel 1986. 
Nello stesso anno decide di trasferirsi a New York e di creare la propria compagnia, la Ciani/Musica, specializzata nella creazione di musica ed effetti sonori per gli spot pubblicitari televisivi ed i videogiochi. Realizza le colonne sonore degli spot per l'American Express, la General Electric, l'Atari e la Coca-Cola: è lei che ha creato, grazie al suo synth, il suono di una lattina di Coca-Cola che viene aperta, ottenendone grande fama. Realizza anche la musica di sottofondo dello spot Have a Coke and Smile, sempre per la compagnia di bibite.
Nel 1987 firma un contratto con la casa discografica Private Music, con la quale escono cinque dei suoi album. È con essa che esce Neverland, album che ottiene la nomination ai Grammy Award, nel 1988.
Suzanne si trasferisce ancora, stavolta in California, per realizzare un nuovo album, History of my Heart.

### Il ritorno alle origini
Nel 1989 Suzanne fa un viaggio in Italia dove compone Hotel Luna, disco principalmente di musica elettronica, ma con alcuni brani di strumentazione anche acustica. L'album riceve la seconda nomination ai Grammy Award per Suzanne. L'ultimo album da lei prodotto con la compagnia di Baumann è The Private Music of Suzanne Ciani.
Nel 1992 Suzanne scopre di avere un cancro al seno e decide di volersi curare e dedicare appieno alla propria passione: la musica elettronica. Si stabilisce quindi nella città di Bolinas, in California, da cui trae ispirazione per alcune delle sue musiche. Nel 1994 si sposa con l'avvocato Joe Anderson, che la aiuta a crearsi una propria casa discografica, la Seventh Wave, con la quale pubblica l'album Dream Suite.
In aggiunta alle sue varie produzioni discografiche, Suzanne Ciani ha anche realizzato svariate collaborazioni per colonne sonore di film tra le quali spiccano quella realizzata per il film The Incredible Shrinking Woman di Joel Schumacher e quella per un documentario su Madre Teresa. Ha realizzato concerti negli Stati Uniti, in Italia, in Spagna e in vari paesi asiatici. Ha anche partecipato ad alcune trasmissioni televisive.
L'album di Ciani Buchla Concerts 1975 del 2015 è stato piazzato al trentanovesimo posto della classifica dei migliori album ambient mai realizzati stilata da Pitchfork.
Nel 2024 ha preso parte alla registrazione dell'album La commedia degli italiani Il quadro di Troisi.

## Discografia parziale

### Album in studio
- 1982 - Seven Waves
- 1985 - The Velocity of Love
- 1988 - Neverland
- 1989 - History of my Heart
- 1990 - Pianissimo
- 1991 - Hotel Luna
- 1992 - The Private Music of Suzanne Ciani
- 1994 - Dream Suite
- 1996 - Pianissimo II
- 1996 - Turning
- 2001 - Pianissimo III
- 2002 - Meditations for Dreams, Relaxation and Sleep
- 2003 - Pure Romance
- 2005 - Silver Ship
- 2012 - Lixiviation

### Album dal vivo
- 1997 - Suzanne Ciani & The Wave - Live - 1997
- 2015 - Buchla Concerts 1975

### Partecipazioni
- 1997 - AA.VV. A Very Green Christmas

## Premi e riconoscimenti
- 2017: Moog Innovation Award